# Fiore e Tinelli
Fiore e Tinelli è una sit-com italiana per ragazzi creata e scritta da Lucia Minati e Giovanni Zola, che ha avuto il suo debutto sull'emittente televisiva Disney Channel il 10 settembre 2007.
La serie è lo spin-off della sit-com Quelli dell'intervallo, tanto da essere girata negli stessi studi della suddetta e avere la partecipazione, oltre a Tinelli e Annina, di altri protagonisti della serie madre.

## Trama
La serie racconta la vita di Tinelli e Fiore, due adolescenti, e delle loro due famiglie dai pensieri nettamente opposti. Nella seconda stagione, a prendere il posto di Fiore c'è Sole, sua cugina, che instaura con Tinelli lo stesso rapporto di amicizia che c'era tra i due precedenti protagonisti.
Nella terza stagione torna Fiore, e, dopo qualche puntata, Sole riparte per il giro del mondo. La stessa cosa la fa la nonna di Tinelli, Elvira.

## Personaggi principali

### Famiglia Tinelli
- Pucci-Pucci Tinelli (Matteo Leoni) è il protagonista della serie; a scuola non supera la sufficienza. È innamorato di una ragazza di nome Valentina (quella della serie madre), che lo prende per uno sgorbio. È spesso in disaccordo con la sorella Annina, ed è molto imbranato. La famiglia lo chiama Pucci-Pucci invece i suoi amici Tinelli, per questo non si sa qual è il suo vero nome. È amico di Fiore e Sole, di entrambe innamorato, solo che per Fiore la sua cotta è immaginaria, anche se, alla fine di un episodio, si lanciano occhiatine strane per i solo-amici, mentre per Sole è praticamente pubblica ed esplicita. Nella serie tifa il Milan (in due episodi).
- Annina Tinelli (Andrea Leoni) è la sorella di Tinelli; a differenza del fratello a scuola ha sempre ottimi voti e si diverte a metterlo in imbarazzo davanti ai suoi amici. Il suo miglior amico è Timo. Non sa né ballare né cantare e le sue storie d'amore durano poco. Infatti nella terza stagione è fidanzata con un ragazzo di nome Piergigi, ma decide di separarsi da lui perché non riusciva a distaccarsi da lei.
- Maria Vittoria Riccadonna in Tinelli (Roberta Nanni) è la madre di Tinelli e Annina; una vera e propria perfezionista, fissata con la pulizia, figlia di Nonna Elvira e del Conte Mario Vittorio Riccadonna. È spesso severa con il figlio e fa da madre anche al marito. In famiglia è l'unica a non sopportare i Fiore, e li definisce invadenti, stupidi, ottusi e hippy. Aspira ad entrare nel club delle signore "Educate, ordinate e gentili".
- Enzo Tinelli (Max Pisu) è il padre di Tinelli; uomo simpatico, è l'unico che apprezzi le capacità e la spiritosaggine del figlio. È proprio imbranato come lui. Non va tanto d'accordo con la suocera Elvira.
- Nonna Elvira Riccadonna (Laura Pestellini), madre di Maria Vittoria, suocera di Enzo e nonna di Tinelli e Annina; è l'ex-moglie del Conte Mario Vittorio Riccadonna, non si comporta affatto come una vera contessa, ma piuttosto come un ragazzo quindicenne. Pratica ogni tipo di sport, canta anche il rap, balla l'hip-hop e la breakdance. Non va d'accordo con Enzo e spesso lo prende in giro per la sua spiritosaggine.

### Famiglia Fiore
- Fiore Fiore (Francesca Calabrese) è la vicina di casa e amica di Tinelli; i suoi familiari sono molto strani e le causano imbarazzo. Ha una cotta privata ed immaginaria per Tinelli, ma spesso fa diventare quest'ultimo geloso presentandosi a lui con un ragazzo. Non sa che anche Sole ha una cotta per Tinelli. Inoltre, nella terza stagione, ha due cagnolini, uno di nome Batuffolo, un altro di nome Batuffolo 2. Ascolta un gruppo di nome "Rutt", che prima si chiamavano "Indigest".
- Timoteo Timo Fiore (Alex Polidori) è il fratello minore di Fiore e anche il migliore amico di Annina, con cui frequenta la stessa classe e la stessa scuola. A differenza dei genitori, Timo indossa, come Fiore, abiti molto più decenti. A volte sembra essere innamorato di Annina. Sempre insieme a quest'ultimo, gli piace fare scherzi a Fiore, a Sole e a Tinelli.
- Rino (Mauro Serio) e Flora (Pia Lanciotti) sono i genitori di Fiore e vicini di casa dei Tinelli; appartenenti alla generazione hippy, occupano la giornata facendo attività bizzarre. Vengono definiti da Maria Vittoria ciarlatani, invadenti, hippy ecc. inoltre, hanno litigato una sola volta e in casa loro non hanno una televisione. Nel garage fanno meditazione. Rino è talmente fissato con le tribù dei Cucu e dei Bamba, che spesso racconta strani aneddoti riguardo a loro, usando sempre come introduzione ad essi la frase "questa è una cosa molto curiosa e affascinante". Flora invece è molto più sciolta e in un episodio fa parte del club delle signore "Educate, ordinate e gentili".
- Girasole Sole Fiore (Ariel pseudonimo di Alessandra Placenti) è la cugina di Fiore e nuova amica di Tinelli. Compare a partire dalla seconda stagione per prendere il posto di Fiore. Insegnerà a Tinelli il karate e insieme a quest'ultimo e Fiore è vittima degli scherzi di Timo e Annina. Sa cucinare e come la cugina ha una cotta per Tinelli, anche se per lei è una cotta molto più esplicita.

## Episodi
| Stagione         | Episodi | Prima TV Italia |
| ---------------- | ------- | --------------- |
| Prima stagione   | 11      | 2007            |
| Seconda stagione | 15      | 2009            |
| Terza stagione   | 15      | 2009            |